# Denise Weinberg
Denise Weinberg (...) è un'attrice e regista teatrale brasiliana.

## Biografia
Nei suoi primi ventuno anni di attività artistica, Denise Weinberg è stata esclusivamente impegnata in teatro come attrice e regista. È stata una delle fondatrici dell'Oficina del Teatro del Grupo Tapa.
Approdata poi al cinema, è stata diretta tra gli altri dal regista italiano Egidio Eronico nel film My Father.
Nel 2001 ha iniziato ad apparire anche in tv. Ha lavorato in telenovelas, in miniserie e nel telefilm PSI, per il quale è stata candidata all'Emmy. 
Nel 2024 è stata la protagonista del film O último azul, diretto da Gabriel Mascaro e presentato in anteprima mondiale il 16 febbraio 2025 durante la 75ª edizione del Festival internazionale del cinema di Berlino. La pellicola ha vinto l'Orso d'oro.